# Vjačeslav Grulëv
Vjačeslav Dmitrievič Grulëv (in russo Вячеслав Дмитриевич Грулёв?; traslitterazione anglosassone: Vyacheslav Dmitriyevich Grulyov; Kemerovo, 23 marzo 1999) è un calciatore russo, attaccante del Pari Nižnij Novgorod.

## Caratteristiche tecniche
È un'ala sinistra.

## Carriera

### Club
Cresciuto nel settore giovanile della Dinamo Mosca, ha esordito in prima squadra il 4 marzo 2018 disputando l'incontro di Prem'er-Liga pareggiato 1-1 contro l'Ufa.

### Nazionale
Ha giocato nelle nazionali giovanili russe Under-16, Under-17, Under-18, Under-19, Under-20 ed Under-21; con quest'ultima nel 2021 ha anche partecipato agli Europei di categoria.